# Grenlandski morski pas
Grenlandski morski pas (lat. Somniosus microcephalus) također je poznat i kao "pas spavač" zbog svoje letargične pojave i tromog kretanja. U bliskom je srodstvu s pacifičkim psom spavačem (Somniosus pacificus). Ove dvije vrste žive sjevernije od bilo koje druge vrste morskih pasa. Grenlandski morski pas živi u hladnim vodama Sjevernog atlantika i Arktika iako je viđen i u vodama blizu Francuske i Portugala te u zaljevu St. Lawrence. U iznimnim slučajevima viđen je u Južnom atlantiku u blizini argentinskih i antarktičkih voda. Somniosus microcephalus obično živi na dubinama do 1200 m
u vodama čija je temperatura od 1 do 12 ºC. U sjevernijim vodama tijekom zime, grenlandski pas često migrira prema obali u potrazi za toplijim vodama te ga se često može vidjeti pri površini. Tijekom ljeta se povlači u veće dubine (180-550 metara). Ako se nađe u južnijim vodama, zadržava se u blizini podvodnih obronaka na dubinama od oko 1200 m.

## Obilježja i osobine

#### Veličina
Prosječna veličina grenlandskog psa je od 2,44 do 4,73 m s time da su ženke nešto veće. Najveća zabilježena veličina ovog morskog psa je 6,4 m koji je ulovljen u blizini Isle of May u Škotskoj u siječnju 1895. godine i težio je 1020 kg. Negdje se navodi i duljina od 7,3 metra, iako neki znanstvenici tu tvdnju drže pretjeranom. Rast ove ribe je usporen zbog niskih temperatura okoliša u kojem obitava.

#### Tijelo
Grenlandskog morskog psa karakterizira dugačko i korpulentno tijelo koje ostavlja dojam tromosti i usporenosti.
Ima relativno malenu glavu na kojoj se ističu kratka, zaobljena njuška, tanke usne i vrlo malene oči. Također se odlikuje malenim i oštrim zubima i prilično velikim nosnicama

#### Peraje
Somniosus microcephalus, kao i većina morskih, ima tipične peraje (koje su usput rečeno, relativno male), premda se neke (poput leđnih) čine prilično primitivnim. Zanimljiva pojava na tijelu ovog tromog stvorenja je druga leđna peraja koja je karakteristična za mnogo agilnije i brže morske pse. Leđne i prsne peraje nemaju bodlje.
Škržni otvori su vrlo mali u usporedbi s tijelom i nalaze se nešto niže sa strane glave morskog psa.

#### Boja
Boja grenlandskog psa varira od crne i smeđe do sive. Premda je u principu jednobojan, na tijelu može imati tamne linije ili bijele točkice duž leđa ili postrani.

#### Zubi
Kod grenlandskog psa, gornji i donji set zubi se prilično razlikuju.
Gornji zubi su vrlo tanki i zašiljeni bez žljebića i njihov broj varira od 48 do 52. Donji zubi su široki i četvrtasti, sadrže kratke, glatke žljebiće okrenute unatrag. Broj donjih zuba je od 50 do 52.

#### Koža
Plakoidne ljuske su raspoređene ravnomjerno čitavim tijelom. Konusnog su oblika i zakrivljene prema stražnjem kraju ribe i tvore uzdužne kolone.

## Način života
Iako prilično tromi, grenlandski psi se hrane vrlo agilnim plijenom kao što su ribe, tuljani i pliskavice. U želucima nekih primjeraka pronađeni su i poprilično veliki komadi jelena, konja pa čak i polarnih medvjeda što govori o priličnom apetitu ovog morskog psa. Ovi morski psi, kao i većina ostalih morskih pasa, imaju široki jelovnik i nisu posebno izbirljivi, a rado napadaju manje morske pse pa čak i vlastitu vrstu (kanibalizam). Također je poznato da su nerijetko i strvinari, a posebno ih privlači miris trulog mesa. Često se u velikom broju skupljaju oko jata riba.

## Razmnožavanje
Danas se vrlo malo zna o razmnožavanju i životnom ciklusu ove vrste, ali je sa sigurnošću utvrđeno da su ovoviviparne životinje.
Ženke nose velik broj jajašaca iz kojih nastaju embriji koji ostaju u majčinu tijelu i hrane se žumancem dok se ne porode.

## Parazitizam - simbioza
Somniosus microcephalus često je u bliskom odnosu s parazitskim kopepodnim račićem Ommatokoita elongata. Ovaj kopepoda se pričvrsti za rožnicu oka grenlandskog psa i hrani se rožničnim tkivom što za posljedicu im stvaranje ožiljaka i djelomičnu sljepoću same ribe. Ipak, sljepoća se ne javlja kod svih grenlandskih pasa. Također, istraživanja su pokazala da oštećen vid ne utječe znatno na život morskog psa jer mu vid ionako nije posebno razvijen (razlikuje svjetlost od tame). Ommatokoita elongata je račić bijelo-žućkaste boje za kojega se smatralo ima sposobnost bioluminiscencije (no s vremenom se to pokazalo netočnim) pa su neki znanstvenici smatrali da je u simbiotskom odnosu s morskim psom tako što privlači plijen (služi poput mamca). Ta tvrdnja je potkrijepljivana činjenicom da se u želucu inače tromog i sporog grenlandskog psa nerijetko nađu dijelovi tijela vrlo agilnih i brzih organizama kao što su npr. divovske lignje. No s druge strane, ima i onih koji sugeriraju da se dijelovi takvih organizama nađu u želucu grenlandskog psa upravo zato što je ovaj morski pas strvinar i kao takav hrani se strvinama već uginulih odnosno ubijenih životinja.

## Važnost za ljude
Iako je meso grenlandskog psa otrovno ako se jede svježe, može se konzumirati ako se osuši. Svježe meso sadrži visoku koncentraciju uree i trimetilamin oksida koji se u organizmu razgrađuje na trimetilamin. Trimetilamin uzrokuje efekte slične ekstremnoj opijenosti. Zbog toga žitelji Grenlanda za pijanu osobu kažu da ima "bolest morskog psa". Ponekad se psi za vuču saonica najedu svježeg mesa (lešina) morskog psa, pa su tada u nemogućnosti stajati. Također, nativno stanovništvo od davnina koristi kožu i zube ovog morskog psa za svoje potrebe. Grenlandski pas se već dugo vremena izlovljava zbog dragocjenog jetrenog ulja.

## Napadi na ljude
Prema ISAF-u (International Shark Attack file), do sada je zabilježen samo jedan napad grenlandskog morskog psa na ljude.
Ova vrsta morskog psa se ne smatra posebno opasnom za čovjeka iako postoje Inuitske predaje o napadu grenlandskog psa na kajake. Također, treba imati u vidu da ovaj morski pas nastanjuje hladne vode i ne dolazi u kontakt s turistima ili plivačima kao njegovi rođaci iz toplijih mora.

## Zanimljivosti
Premda otrovno, meso grenlandskog psa može se konzumirati tako da se ostavi da trune u podzemnim prostorijama 6-12 tjedana, a nakon toga se suši nekoliko mjeseci. Ovo jelo, povezivano s hrabrošću i snagom, poznato je pod imenom hákarl i dio je tradicionalne kuhinje Islanda i Grenlanda.
Grenlandski pas popularan je među ribičima, ali nema epitet srčanog borca. Postoje priče s Grenlanda kako su tamošnji žitelji mamili morske pse tuljanovim crijevima, a potom ih izvlačili golim rukama.
Iako nema konkretnih dokaza, neki znanstvenici smatraju da grenlandski pas može dosegnuti starost i do 200 godina.
1988. podmornica bez posade zamijetila je 6 m dugačku ženku grenlandskog psa na dubini od 2200 m što je 1000 m dublje od najveće smatrane dubine na kojoj se ova vrsta pojavljuje.